# Ллойд Вітлок
Ллойд Вітлок (англ. Lloyd Whitlock; 2 січня 1891 — 8 січня 1966) — американський актор, який почав працювати в епоху німого Голлівуду. Народився в 1891 році, він знявся майже в 200 фільмах між 1916 і 1949 роками. Вирізняючись своїм зростом і статурою, він став особливо відомим завдяки ролям персонажів у вестернах.

## Біографія
Ллойд народився в Спрінгфілді, штат Міссурі, в родині Джеймса Вітлока та Мері Водлоу. Знявшись у десятках німих фільмів, Ллойд успішно здійснив перехід до звукового кіно, з'являючись на екрані на початку 1940-х років. Він одружився з Мері Гібсон, громадянкою Канади, у Лос-Анджелесі в 1919 році. У пари була спільна дочка.
Ллойд помер у 1966 році в Лос-Анджелесі.

## Фільмографія
- 1921 — Білий і неодружений / White and Unmarried
- 1922 — Дикий мед / Wild Honey
- 1922 — Поцілунок / Kissed
- 1925 — Авіапошта / The Air Mail